# Chiharu Nishikata
Chiharu Nishikata (jap. 西方千春, Nishikata Chiharu, ur. 13 lutego 1959) – japoński skoczek narciarski. Najlepsze wyniki w Pucharze Świata osiągnął w sezonie 1986/1987, kiedy zajął 49. miejsce w klasyfikacji generalnej.
Brał udział w mistrzostwach świata w Oslo, Seefeld in Tirol i Falun.

## Puchar Świata w skokach narciarskich

### Miejsca w klasyfikacji generalnej
- sezon 1981/1982: 59
- sezon 1985/1986: 65
- sezon 1986/1987: 49

## Mistrzostwa świata
- Indywidualnie
  - 1982 Oslo (NOR) – 46. miejsce (duża skocznia), 22. miejsce (normalna skocznia)
  - 1985 Seefeld (AUT) – 19. miejsce (duża skocznia), 31. miejsce (normalna skocznia)
  - 1993 Falun (SWE) – 7. miejsce (normalna skocznia)
- Drużynowo
  - 1985 Seefeld (AUT) – 6. miejsce